# Magdaléna (opera)
Magdaléna (uváděno též jako Magdalena) je opera o dvou dějstvích českého skladatele Petra Doubravského na libreto Antonína Kučery. Měla premiéru 11. září 1976 v Divadle F. X. Šaldy v Liberci.
Dirigent a skladatel Petr Doubravský (1925–2004) působil od padesátých let 20. století v libereckém divadle, naposledy jako šéf opery (1981–1987). Magdaléna je jeho jediná opera; po ní pro liberecké divadlo napsal ještě dva balety, Balada o loutkáři (1979) a Pohádky o Krakonošovi (1988). Rovněž libretista Magdalény Antonín Kučera působil v té době v libereckém divadle jako dirigent a sbormistr.

## Osoby a první obsazení
| osoba                           | hlasový obor | premiéra (11. září 1976)          |
| ------------------------------- | ------------ | --------------------------------- |
| Pan Borek z Valtic a Jelení     | bas          | Arnošt Klíma / Luděk Vele         |
| Magdaléna                       | soprán       | Marie Kremerová / Marie Rathouská |
| Pan Hynek                       | baryton      | František Dáňa                    |
| Pan Oldřich                     | tenor        | Jan Malík / Jaroslav Marek        |
| Žofka                           | alt          | Marie Bubeníčková                 |
| Efraim                          | tenor        | Jiří Cée                          |
| Dveřník                         | tenor        | Jiří Hrubeš                       |
| Hanuš Týnecký                   | bas          | Vladimír Šorsák                   |
| Anna, jeho žena                 | alt          | Jana Hanusová                     |
| Matěj, rychtář                  | bas          | Jan Žižka                         |
| Tekla, jeho žena                | soprán       | Magda Špaková                     |
| Panoš pana Borka                | mezzosoprán  | Daniela Jirková                   |
| (Sbor)                          |              |                                   |
| Dirigent: Petr Doubravský       |              |                                   |
| Režie: Rudolf Málek             |              |                                   |
| Scéna: Jaroslav Malina          |              |                                   |
| Kostýmy: Eliška Pavlousková     |              |                                   |
| Choreografie: František Pokorný |              |                                   |

## Instrumentace
Tři flétny, dva hoboje, dva klarinety, dva fagoty, čtyři lesní rohy, dvě trubky, tři pozouny, tuba, tympány, bicí souprava, harfa, varhany, cembalo, smyčcové nástroje (housle, violy, violoncella, kontrabasy); hudba na scéně.